# Odznaka Honorowa Obrony Powietrznej
Odznaka Honorowa Obrony Powietrznej (niem. Luftschutz-Ehrenzeichen) – niemieckie odznaczenie, ustanowione 30 stycznia 1938 roku.

## Zasady nadawania
Aby otrzymać Odznakę Honorową Obrony Powietrznej, trzeba było odsłużyć w obronie powietrznej co najmniej cztery lata, lecz samo osiągnięcie wyznaczonego okresu nie dawało automatycznie prawa do bycia odznaczonym. Odznakę mogli otrzymać także cudzoziemcy za zasługi na rzecz bezpieczeństwa niemieckiej przestrzeni powietrznej. Odznaka miała dwie klasy:
- II klasa – za służbę w niemieckiej obronie powietrznej po 30 stycznia 1933 roku i szczególny wkład w jej rozwój[2],
- I klasa – za wybitny wkład w rozwój niemieckiej obrony powietrznej[3].

Różne stopnie odznaki zasadniczo różniły się od siebie wyglądem. II klasa miała kształt typowego medalu, natomiast I klasa była wykonana w formie krzyża. Natomiast wstążki obu stopni były identyczne, z wyjątkiem paska wskazującego na klasę odznaczenia.
Adolf Hitler zastrzegł sobie prawo osobiste do przyznawania tej odznaki, choć wniosek o nadanie odznaczenia składał minister lotnictwa Rzeszy przez Kancelarię Rzeszy. Odznaczony odznaką I stopnia otrzymywał dyplom nadania podpisany własnoręcznie przez Hitlera, a w odznaczony odznaką II stopnia – z podpisem sekretarza stanu i szefa Kancelarii Rzeszy.
Nazwiska wszystkich odznaczonych były publikowane w niemieckim „Reichsanzeiger” i pruskim „Preußischen Staatsanzeiger” przez sekretarza stanu i szefa Kancelarii Rzeszy. Następnie minister lotnictwa Rzeszy organizował także publikację ogłoszenia w „Luftwaffen-Verordnungsblatt”.
Nadanie odznaki mogło zostać cofnięte przez Hitlera za poważne przewinienie odznaczonego. Za odebranie odznaczania odpowiedzialny był minister lotnictwa Rzeszy.

## Opis
Medal II stopnia miał okrągły kształt i średnicę 40 mm oraz był wykonany z oksydowanego metalu lekkiego. Na awersie widniała swastyka otoczona wieńcem z liści dębu oraz reliefowy napis FÜR VERDIENSTE IM LUFTSCHUTZ („Za Zasługi dla Obrony Powietrznej”), natomiast na rewersie ten sam wieniec, tyle że z datą 1938 pośrodku.
Medal I stopnia miał kształt czteroramiennego krzyża z równymi, półkoliście zakończonymi ramionami, pośrodku którego znajdowała się swastyka otoczona wstęgą z napisem FÜR VERDIENSTE IM LUFTSCHUTZ.
Odznakę Honorową obu stopni noszono na jasnofioletowej wstążce z czarno-biało-czerwonym paskiem po bokach, na lewej piersi lub w formie baretki. Przy nadaniu medalu I klasy otrzymana wcześniej odznaka II klasy pozostawała w posiadaniu odznaczonego, jednak bez prawa do jego noszenia.